# Quercus cubana
Quercus cubana, el roure cubà, és un tipus de roure que pertany a la família de les fagàcies i està dins de la secció dels roures blancs.

## Descripció
Quercus cubana és un arbre perennifoli de grandària mitjana de més de 15 m d'alçada. Les branques són tomentoses al principi, convertint-se sense pèl. Les fulles fan entre 3 a 10 cm de llarg i entre 1,5 a 3 cm d'ample, lanceolades el·líptica, base cuneïforme. L'àpex és obtús o lleugerament agut, de color verd brillant per sobre, blanc per sota. El pecíol és glabrescent entre 1 a 1,5 cm de llarg. Les glans fan 2 cm de llarg, ovoides, subsèssils i maduren al cap d'1 any. La tassa és en forma de bol i n'ocupa 1/4 de la gla, amb adpreses i escales tomentoses.
Alguns autors creuen que és un híbrid entre Quercus geminata i Quercus oleoides en lloc d'una espècie veritable.

## Distribució
És nadiu a l'oest de Cuba,(Pinar del Río, Isla de Pinos) i creix a l'ecoregió dels boscos de pi cubà.